# Налибокская пуща
Налибокская пуща, Налибокские леса (бел. Налібоцкая пушча) — самый большой лесной массив в Беларуси, размещённый в бассейнах правых притоков Немана — Западной Березины и Усы, от Ошмянской возвышенности на севере к Минской возвышенности на востоке.  В наше время пуща разделена между Воложинским и Столбцовским районами Минской области, а также Новогрудским, Кореличским и Ивьевским районами Гродненской области. Это уникальный в историческом и культурном отношении регион Беларуси, где сплелись славянские, балтийские и европейские традиции.
Меры для охраны природы этих мест принимаются издавна, а с 2005 года пуща вошла в состав республиканского ландшафтного заказника «Налибокский». Заказник имеет международный статус ключевой ботанической территории и ключевой орнитологической территории регионального значения.

## География
Налибокская пуща — сплошной массив в бассейнах Западной Березины и Усы. Принадлежит к Неманско-Передполесскому геоботаническому округу подзоны грабово-дубово-темнохвойных лесов. Оценка размеров площади колеблется от 1400 км² до 2400 км², а с прилежащими территориями, в зависимости от критериев, гораздо больше.
Налибокская пуща занимает восточную часть озёрно-ледниковой и аллювиальной Верхненеманской низменности. Рельеф волнистый. Структура ландшафта, в основном, равнинная с дюно- и моренно-холмистыми формами и заболоченными понижениями. Поверхность изрезана реками, ручьями, на юге — мелиоративными каналами. На небольших участках выделяется плоская озёрно-ледниковая низина с отложениями торфа. Встречаются многочисленые эоловые гряды, холсы, дюны. Массивы эоловых образований вытянуты вдоль речных долин.
Здесь протекают реки Березина, Уса, Ислочь, Волка, Изледь. На юге лесного массива, у слияния Березины и Немана над террасами тянется озёрно-аллювиальная низина, с большим количеством озёрных котловин, в одной из самых глубоких находится озеро Кромань.
Леса имеют характер переходной полосы от южнотаёжных темнохвойных к западноевропейким широколистным. Преобладают боры. Сосняки перемешиваются с ельниками, березняками и осинниками. Дубрав мало. По юго-западной части Налибокской пущи проходит северная граница сплошного распространения граба, встречается он здесь, в основном, в подлесках.
Почвы преимущественно дерново-подзолистые песчаные и супесчаные. Наиболее заболоченная территория по долинах рек Березина, Ислочь, Волка и в нижнем течении Усы, где на торфяно-болотных почвах растут ольховники и березняки. Среди еловых лесов много черничных и кисличных. Центральная и восточная часть пущи меньше заболоченная, здесь распространены сосняки разных типов — от вересково-мшистых к верховым сфагновым. Распространённые производные бородавчато-березового леса. Встречаются ясеневые леса. В поймах рек преобладают крупноосоковые луга, вдоль Немана распространены мелкозлаковые.

## Флора
Флора пущи насчитывает 820 видов высших растений (кроме мховидных). в древесном ярусе — сосна обыкновенная, ель обыкновенная, ольха чёрная, осина, дуб черешчатый, ясень обыкновенный, липа сердцевидная. В подлеске крушина, ива, бересклет, лещина, рябина и другие. Среди редких растений: арника горная,  лунник оживающий, дремлик тёмно-красный, сердечник луковичный, лилия кудреватая, шпажник болотный, линнея и другие. Здесь впервые в Беларуси найдены зубянка шестилистая, кипрей железистостеблистый, кипрей розовый, осока приземистая и др.

## Фауна
Фауна пущи характерная для лесов средней полосы Беларуси.

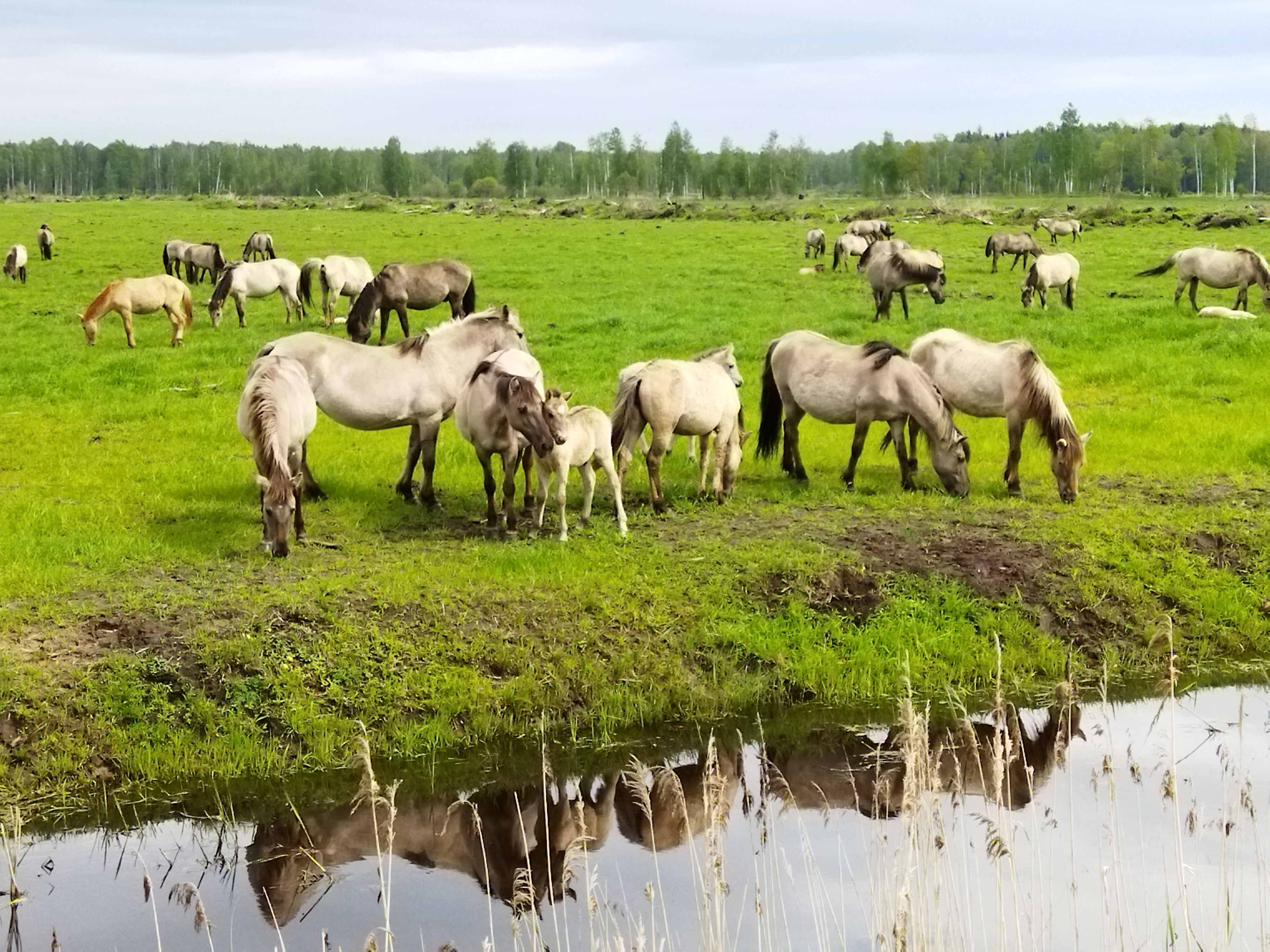
Тарпановидные лошади.

Благородный олень реакклиматизируется с 1975 года. С 1994 года на территорию Налибокского заказника вернули зубров. Вначале завезли семнадцать голов, теперь их насчитывается около сотни. Но из-за отсутствия полевых угодий стадо животных начало разделяться на более мелкие и распространяться в направлении Новогрудка и Кореличей. Животные наносят вред сельскохозяйственным землям, а также создают опасность для дорожного движения. В связи с этим было решено осуществить проект по созданию пашен, служащих кормовой базой для оленей и зубров. Вместе с тем возникла нужда сделать систему устойчивой и саморегулируемой, чтобы животные могли поддерживать пашни в продуктивном состоянии и без участия человека кормиться длительное время. Поэтому было решено вернуть в Налибокскую пущу тарпанов. Посодействовали восстановлению популяции диких лошадей в Государственной службе лесов Нидерландов. В 2019 году получилось стадо в 151 голову, затем увеличившееся.
В начале XXI века после почти векового отсутствия в Налибоцкую пущу вернулись бурые медведи, предполагается, что они перешли в пущу из Березинского заповедника. Из других млекопитающих водятся: лось, кабан, лиса, енотовидная собака, лесная куница, чёрный хорек, норка, горностай, заяц-русак, рысь, волк; в водоёмах и поймах — бобр, выдра. В 2020 году в Налибокской пуще впервые был зарегистрирован шакал: он появился здесь естественным образом в результате постепенной экспансии с юга. 
Территория имеет значение для сохранения мест гнездования малого подорлика, обыкновенного зимородка, чёрного аиста. Кроме того, здесь в небольшом количестве отмечены дупель, большой веретенник, большой кроншнеп, известны глухарь, тетерев, рябчик и др. В реках и каналах из рыб встречаются уклейка, пескарь, быстрянка, плотва, усатый голец, елец, щука, встречается редкий для Белоруссии вид рыб — хариус.

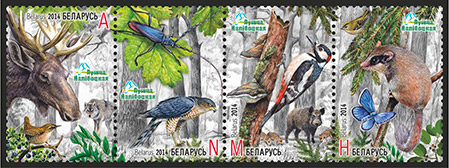
Серия почтовых марок Беларуси «Налибокская пуща»

## История

### XI—XVII века

Локализация исторической Литвы согласно Николаю Ермоловичу.

По восточному краю пущи в X—XI годах проходила граница Литвы и Руси; такие пограничные крепости как Минск и Заславье фактически возникли на краю этого большого леса, заселённого балтами-язычниками. Большой лесной массив был тяжёлой преградой для агрессоров, галицко-волынских войск и татар в середине  XIII века, что оставило много следов в  устном фольклоре (битвы под Койдановом, Могильно и т. д.). Былая граница Литвы и Руси впоследствии предопределила раздел ВКЛ на культурно-правовые регионы. Николай Ермолович именно здесь локализировал историческую Литву. Сохранение значительного сплошного лесного массива рядом с густонаселёнными районами объясняется чрезвычайно неурожайными почвами, на протяжении столетий делавшими экономически невыгодным земледелие в этом регионе: попытки выкорчевать леса под пашню, в отличие, например, от левобережья Немана (Новогрудское воеводство), не окупались. Известно, что ещё князь Витовт перед Грюнвальдской битвой в 1409 году отлавливал тарпанов на территории Налибокской пущи.

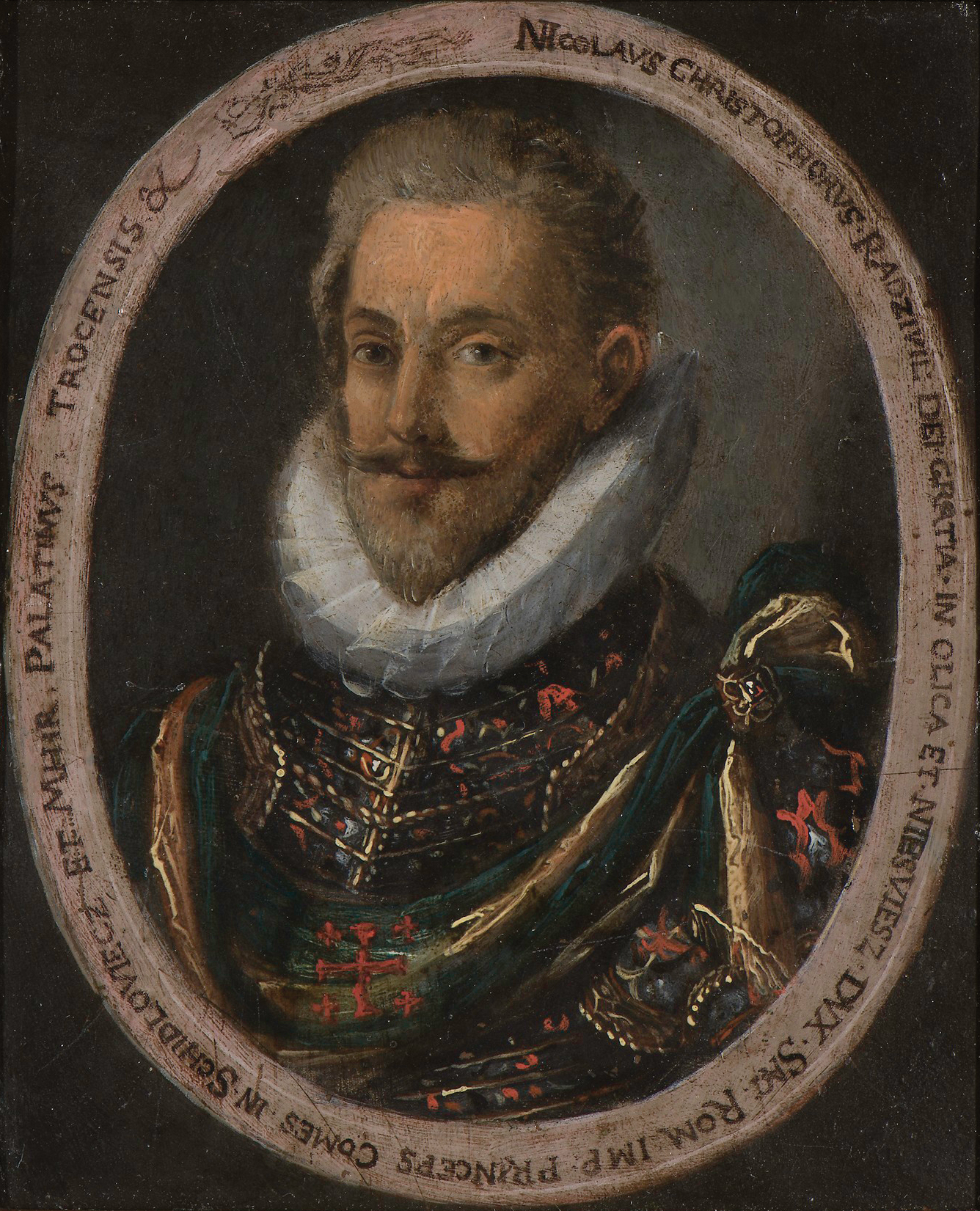
Николай Христофор Радзивилл Сиротка, 1590-е годы.

Консолидации территории Налибокской пущи способствовала концентрация этих земель во владениях рода Радзивиллов. Ещё в 1555 году Николай Радзивилл Чёрный выкупил у шляхтичей шеметов и Завишей местечко Налибоки с землями и лесами. В 1586 году, во время раздела владений Радзивиллов между тремя ветвями рода и создания Несвижской, Клецкой и Олыцкой ординаций, Налибоки попали в состав Олыцкой ординации, владельцем которой был Станислав Радзивилл. Но Налибоки в то время были только одной из частей громадной пущи, значительная часть которой до конца XVI века находилась в руках других владельцев. Несвижский ординат Николай Христофор Радзивилл Сиротка, в 1594—1596 годах приобрёл местечки Деревная и Хотова, частично купленные, частично полученные в приданое от жены. В результате этого основная часть Налибокской пущи оказалась в составе радзивилловских латифундий, но была разделена между разными землевладельцами,  в первую очередь между Несвижской и Олыцкой ординациями. Когда Станислав Радзивилл умер, не оставив наследников, Налибоки с землями и лесами перешли в состав Несвижской ординации, что фактически объединило теперешнюю Налибокскую пущу в руках одного собственника. Но несвижские ординаты не рассматривали эти владения как одно целое, поэтому деление на собственно Налибокскую, Деревновскую и Хотовскую пущи, впоследствии пущи-подловчества, сохранялось и далее.
В те времена пуща использовалась, кроме охоты (в том числе промышленной, в основном на бобров, а также выдр, норок и т. п.) и бортевого пчеловодства, главным образом для лесозаготовок, в пуще не было ни одной буды. Генеральная ревизия пущ в 1699 году относительно предприятий такого типа отметила: «Что касается пеплов или поташей — нет нигде и не будет». Первичная обработка товарной древесины осуществлялась на лесопилках, размещённых в самой пуще. Туда срубленные брёвна  доставлялись сразу с лесоповала. В Налибокской, Деревновской, Хотовской  пуще действовал целый ряд таких предприятий. При самих лесопилках нередко работали и мастерские, где осуществлялась шлифовка досок. Их продукция была востребована и на внутреннем рынке и в господском хозяйстве. Основной продукцией лесопилок были именно доски. Большая их часть делалась из сосны и только остаток из липы, берёзы, дуба и иногда из ольхи. Колоды делались только из дуба или сосны. Произведённый лес, после первичной обработки на лесопильне, а часто и минуя эту фазу, поступал на склады — румы, далее осуществлялась оценка его качества и приблизительное определение стоимости, после этого товар сплавлялся за границу. Сама пуща была прикреплена к гданьскому рынку, бывшему для неё самым удобным, последнее положение было специально прописано в документах.

### XX век

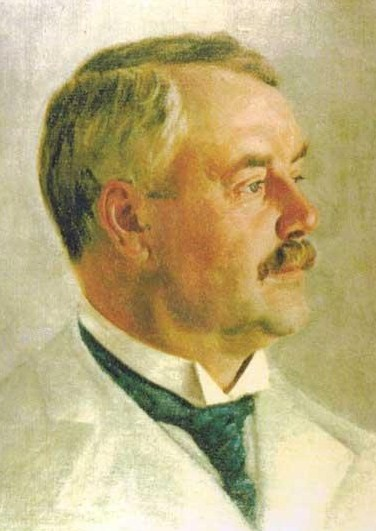
Фридрих Фальц-Фейн.

Известный натуралист Фридрих Фальц-Фейн, создатель степного заповедника Аскания-Нова имел в местечке Налибоки усадьбу и планировал создать в окрестных лесах заповедник по охране бобров. Налибокская пуща могла стать первым в России официальным заповедником, но Первая мировая война перечеркнула эти планы.
В 1932 году в Налибокской пуще для охраны и изучения ценных копытных животных (ланей, оленей, косуль, диких кабанов), а также речных бобров был создан Вяловский заповедник. Сюда из Германии были привезены восемь голов европейской лани, которые расплодились до начала Второй мировой войны, но в военное время они были истреблены, а Вяловский заповедник был ликвидирован в 1951 году.
Налибокская пуща во время ВОВ дала приют не менее двадцати тысячам партизан различной принадлежности, преимущественно советских, управляемых БШПД, с развитой инфраструктурой, включая стабильно действующие аэродромы, но также и Армии Крайовой (столбцовско-налибокское объединение), и еврейских партизанских отрядов братьев Бельских, Зорина, и других, подчинявшихся советскому командованию, сохраняя определённую автономию, и ставших спасением для тысяч беглецов из гетто Барановичей, Новогрудка, Минска, Мира и других городов и местечек в пуще и её ближайших окрестностях.
История братьев Бельских и их «лесного Иерусалима» стала легендой благодаря документальным книгам Нехамы Тек, Питера Даффи, нескольким документальным фильмам. Голливудский блокбастер «Вызов» с Дэниелом Крейгом в главной роли  стал одним из заметных явлений в кинематографическом сезоне 2008 года. Впрочем, все эти произведения обходят молчанием роль отряда Бельских в карательной операции над местечком Налибоки 8 мая 1943 года, о которой спорят польские и еврейские историки.
Пуща и её окрестности сыграла большую роль в истории еврейского народа ещё и тем, что отсюда происходит множество деятелей известной Воложинской иешивы, включая основателя фундаменталистского движения «Agudath Israel» Ицхака Ха Леви Рабиновича (родился в Ивенце в 1847 году). С пущей связана и деятельность известного еврейского католического деятеля, кармелита Даниэля Штайна (Освальда Руфайзена), получившего широкую известность в том числе и благодаря роману Людмилы Улицкой «Даниэль Штайн, переводчик», обратившегося в католичество именно под влиянием военных событий в пуще.
В 1960 году на территории бывшего Вяловского заповедника в бассейнах правых притоков Нёмана  и Березины был основан Налибокский охотничий заказник. Во время аварии на Чернобыльской АЭС территория Налибокской пущи подверглась радиоактивному заражению, поэтому многие окрестные деревни подлежали отселению. Собранные на некоторых участках территории пущи ягоды и грибы должны проходить дозиметрический контроль.

### XXI век
В 2005 году на территории Налибокской пущи создан Республиканский ландшафтный заказник «Налибокский», лесной массив приобрёл национальный природоохранный статус. Международный природоохранный статус классифицирован как «ключевая орнитологичекая территория» регионального значения, созданная в 2010 году. Ежегодно, начиная с 2009 года в Налибокской пуще проходит марафон «Налибоки».